# Тодор Ікономов
Тодор Ікономов (болг. Тодор Поппетров Икономов; 10 вересня 1835, Жеравна, Болгарія — 9 листопада 1892 Шумен, Болгарія) — болгарський політичний діяч, письменник, публіцист, видавець та релігійний діяч. Випускник Київської духовної академії РПЦ, один із організаторів незалежного Болгарського Екзархату. Один з лідерів Консервативної партії Болгарії після окупації Російською імперією частини територій Османської імперії. Автор мемуарів.

## Біографія
Народився в місті Жеравна у сім'ї священника. Початкову освіту отримав у Жеравні, потім навчався у Розграді та Русе (1848–1850). Згодом продовжив навчання в Софії. У 1861 році переїхав до Цариграду, де працював учителем і дияконом уніатського архієпископа Йосифа Сокольського. У 1865 році закінчив Духовну академію у Києві. Після повернення до Болгарії працював учителем у Шумені (1865–1869) і Тулчі (1869–1871), потім секретарем єпархіальної ради в Тулчі (1872–1878).

## Політична діяльність
При Олександрі I Баттенберзі був міністром внутрішніх справ (1879). У 1881 році, після призупинення Тирновської конституції, був призначений головою державної ради, до якої пе--рейшла вся законодавча діяльність знищеного парламенту.
Тут Ікономов спочатку беззаперечно виконував волю князя, але згодом приєднався до опозиції і в своєму виданні «Слов'янин» надрукував протест проти нового закону про вибори. У 1883 році, після примирення між консерваторами і радикалами, отримав в міністерстві Цанкова портфель міністра громадських робіт. У 1884 році все його міністерство подало у відставку.

## Творчість
- Нова българска читанка, 1867
- Читанка за приготвяне към граматиката, 1867.
- Пространна българска читанка за приготвяне към българската граматика, 1868.
- Пълна числителница, 1868.
- Воскресник, или черковно восточно песнопение, 1872.
- Избирането на българския екзарх, 1872.
- Ръководство за словосъчинение на българский язик. Наредил Т. Икономов. Издава книжарницата на Хр. Г. Данов в Пловдив, Русчук, Велес, 1875. (Българската печатница на Янко С. Ковачев, Виена)
- Писма за Сърбия. Русе, 1883.
- Протестантската пропаганда у нас и нейните ползи за България, 1885.
- Кой ще бъде най-виновний. Русе, 1886.
- Логиката на лицата пред логиката на нещата. Русе, 1886.
- Самохвалствата на патриотите и истинското положение на България, 1886.
- Читанка за първите два класа, 1886.
- Що трябва да правим, а що правим. Шумен, 1886.
- Кратка всеобща история за долните класове, 1887.
- Елементарна практическа граматика, 1891.
- Мемоари. Шумен, 1896.